# クイズで公認!恋のおやジルシ
『クイズで公認!恋のおやジルシ』（クイズでこうにん こいのおやジルシ）とその後継番組『恋のおやジルシ2』（こいのおやジルシツー）は、中部地方のフジテレビ系列局7局が共同製作していたクイズ番組形式のバラエティ番組である。製作幹事局の東海テレビでは2000年10月8日から2002年3月31日まで、毎週日曜 12:30 - 13:00 （日本標準時）に放送。

## 概要
参加女性とその彼氏が女性の両親（主に父親）から交際を認めてもらうべく、彼氏の顔を知らない親に「彼氏当てクイズ」を出していた番組シリーズである。
このクイズは、参加女性の親が様々なヒントを元にして、登場した5人の男性の中に紛れている娘の彼氏を当てるという形式で進行。もし親が当てられずに別の男性を指してしまった場合には、娘と彼氏の交際を認めるというルールで行われていた。またその際には、娘と彼氏に賞品として国内温泉旅行をプレゼントしていた。
放送開始から1年後の2001年10月7日、番組は『恋のおやジルシ2』と題してリニューアルした。

## 出演者

### 司会
- Take2 - メイン司会[1]。
- 土田晃之 - サブ司会[1]。5人の男性の引率役を担当。

### その他の主な出演者
- 海砂利水魚
- 坂下千里子
- 加藤明日美

## 放送局
| 放送対象地域 | 放送局         | 系列           | 放送日時                                                                                  | 備考                                |
| ------------ | -------------- | -------------- | ----------------------------------------------------------------------------------------- | ----------------------------------- |
| 中京広域圏   | 東海テレビ     | フジテレビ系列 | 日曜 12:30 - 13:00 （クイズで公認!恋のおやジルシ） 日曜 12:30 - 13:00 （恋のおやジルシ2） | 製作幹事局                          |
| 新潟県       | 新潟総合テレビ | フジテレビ系列 | 土曜 18:00 - 18:30 （クイズで公認!恋のおやジルシ）                                        | 製作局                              |
| 富山県       | 富山テレビ     | フジテレビ系列 | 土曜 17:00 - 17:30 （恋のおやジルシ2）                                                    | 製作局                              |
| 石川県       | 石川テレビ     | フジテレビ系列 |                                                                                           | 製作局                              |
| 福井県       | 福井テレビ     | フジテレビ系列 |                                                                                           | 製作局                              |
| 長野県       | 長野放送       | フジテレビ系列 | 土曜 18:00 - 18:30 （恋のおやジルシ2）                                                    | 製作局                              |
| 静岡県       | テレビ静岡     | フジテレビ系列 |                                                                                           | 製作局                              |
| 兵庫県       | サンテレビ     | 独立UHF局      |                                                                                           | 『恋のおやジルシ2』のみを遅れネット |